# 3055 Анапавлова
3055 Анапавлова ('3055 Annapavlova) је астероид главног астероидног појаса са средњом удаљеношћу од Сунца која износи 2,560 астрономских јединица (АЈ).
Апсолутна магнитуда астероида је 12,5.